# 日和山海岸

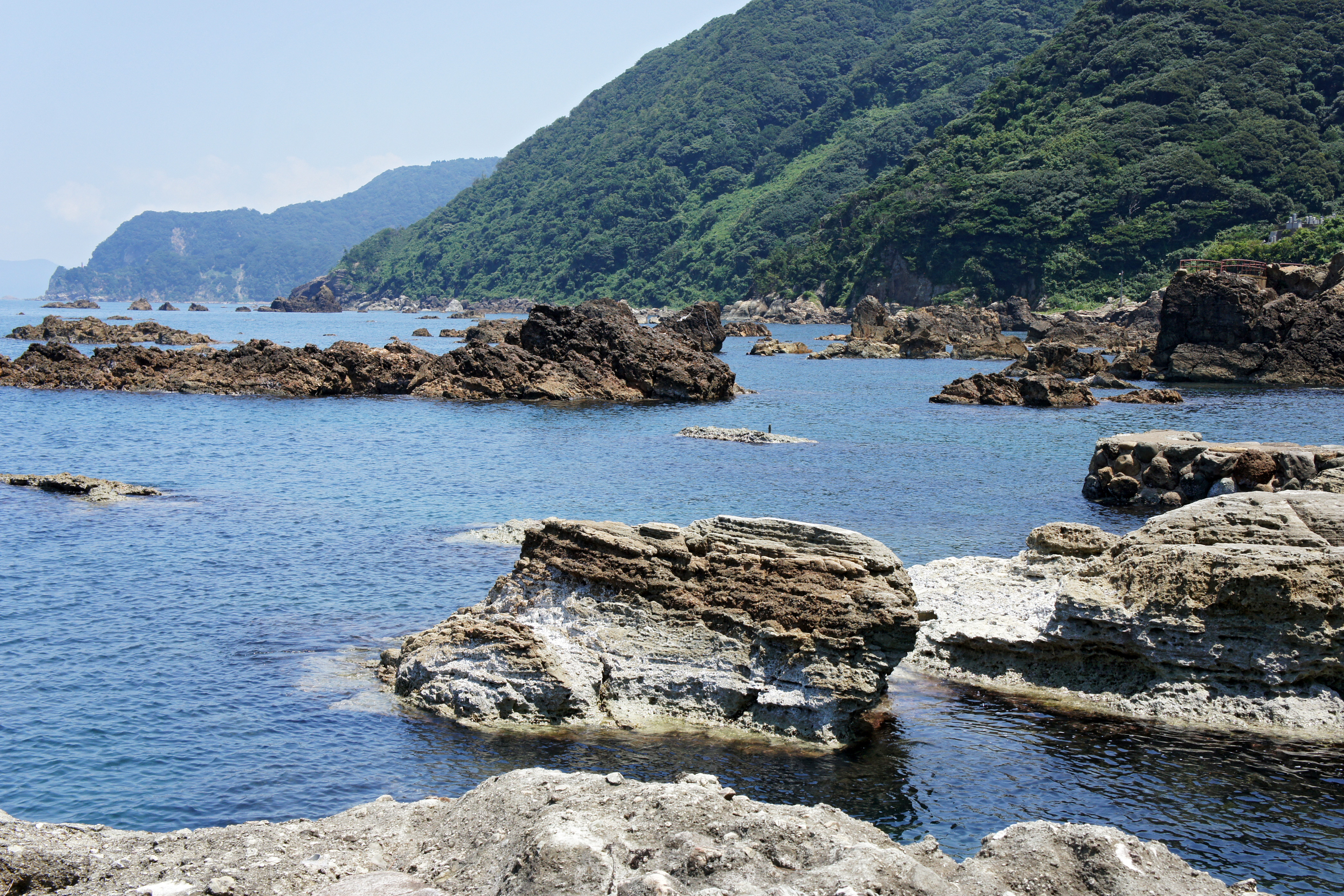
城崎マリンワールドから西岸を望む

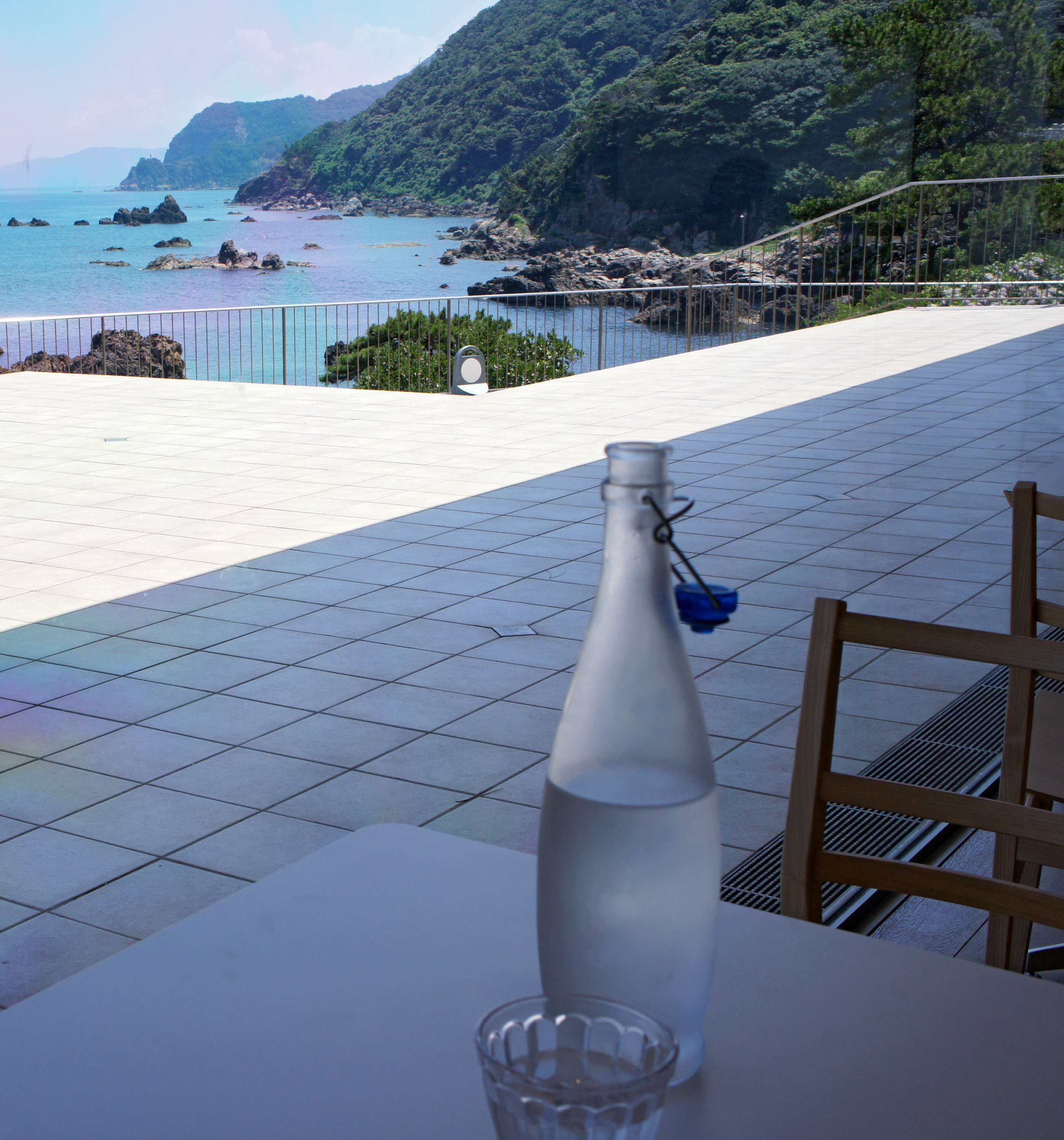
レストラン「テラス」から西岸を望む

日和山海岸（ひよりやまかいがん）は、兵庫県豊岡市にある岩礁海岸。山陰海岸国立公園および山陰海岸ジオパークに属する。

## 概要
日本海に注ぐ円山川河口から竹野海岸東まで続くリアス式海岸。その入り組んだ海岸線には、海蝕作用によっての奇岩が連続する。円山川河口近くの日和山遊園と呼ばれるエリアには、海岸線を敷地とする城崎マリンワールドと日和山温泉のホテル金波楼等があり、多くの観光客が訪れる。その沖に浮かぶ小島には龍宮城を模した施設が建てられている。
当海岸においては、晩秋の早朝に深い霧に包まれ、その霧が吹き荒れる「けあらし」を見ることができる。

## 所在地
〒669-6122 兵庫県豊岡市瀬戸1090

## 交通アクセス
- 山陰本線 城崎温泉駅 から全但バスで10分、「日和山」行き終点下車、徒歩すぐ

## 周辺
- 宇日流紋岩の流理
- 城崎温泉
- 竹野浜
- 津居山海岸 - 気比の浜